# Cardinal Stadium
Cardinal Stadium (nomeado Papa John's Cardinal Stadium até 2018) é um estádio de futebol americano localizado em Louisville, Kentucky, Estados Unidos, ao sul da Universidade de Louisville, é a casa do time de futebol americano universitário Louisville Cardinals football. Também utilizado para concertos, o estádio foi inaugurado em 5 de setembro de 1998. Um projeto de expansão do local começou após a temporada de 2008 e foi completado para a temporada de 2010, aumentando a capacidade para 55 mil pessoas. Um segundo projeto de expansão, que dará mais 10 mil assentos para o estádio, está previsto para ser concluído em 2018.